# Türstock (Bergbau)

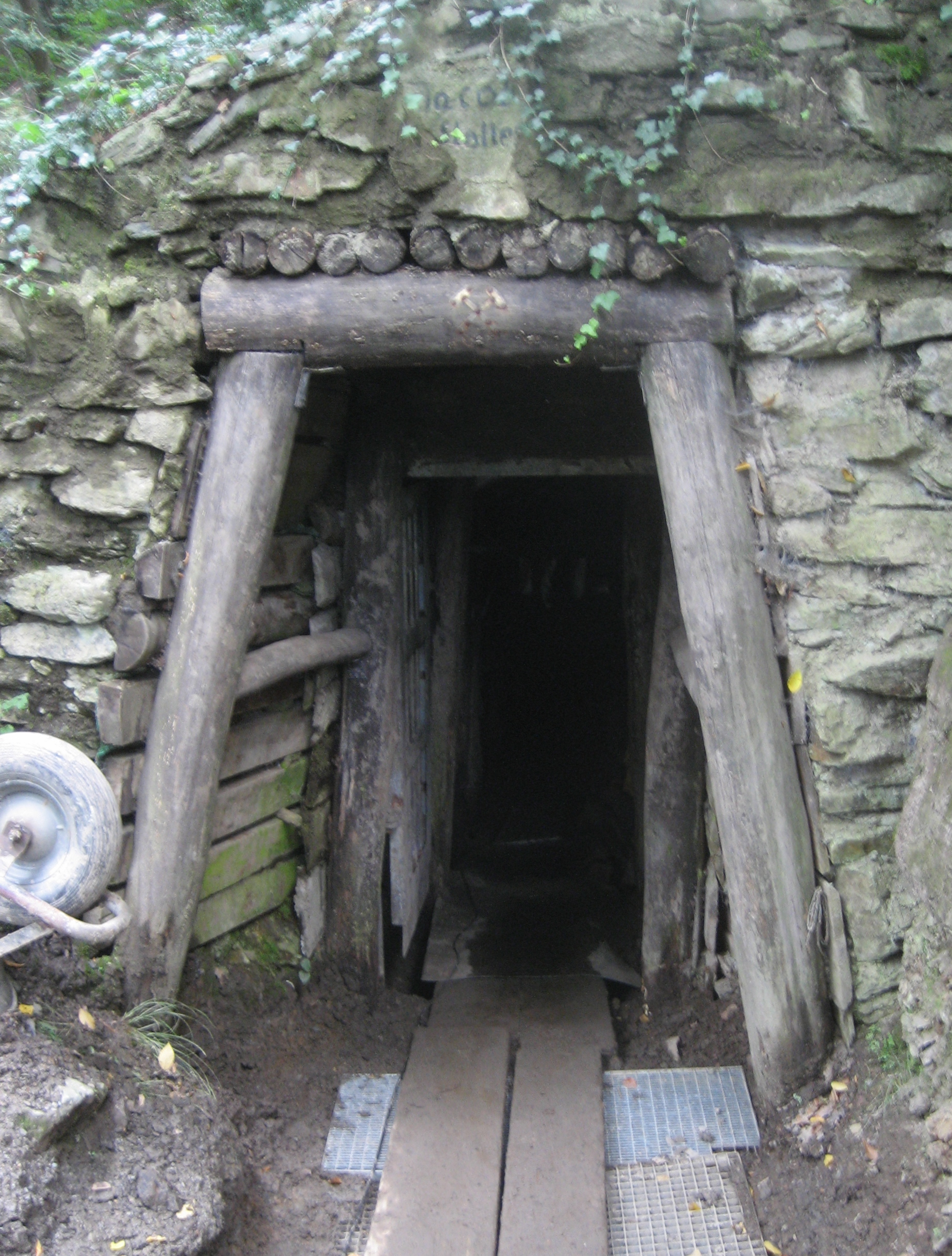
Beispiel für einen deutschen Türstock

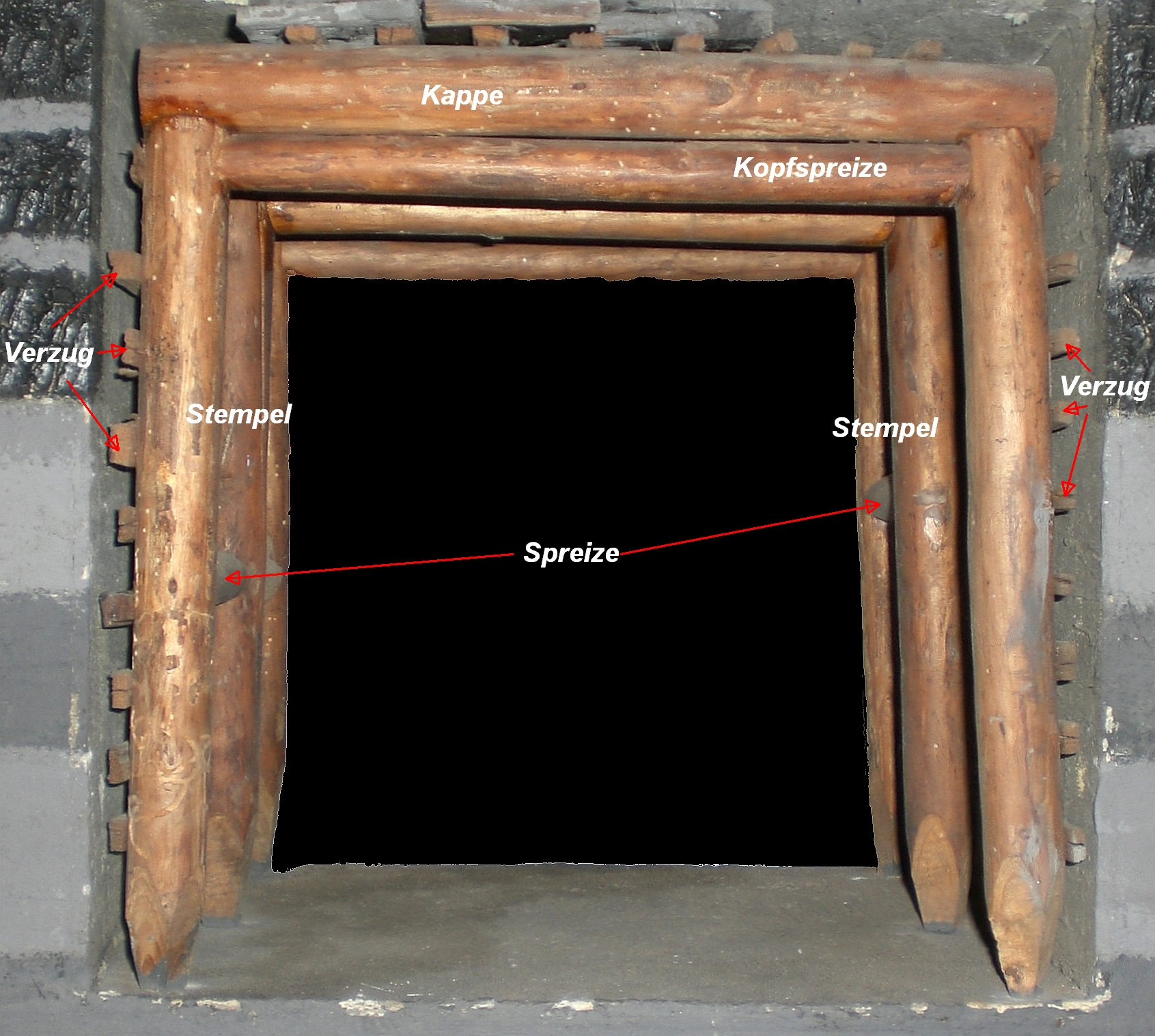
Polnischer Türstock

Ein Türstockausbau ist eine Ausbauform im Bergbau, es handelt sich hierbei um eine besondere Ausführung des Rechteckausbaus. Den Namen Türstock hat dieser Rechteckausbau von seiner Form, die sehr dem Türstock einer Haustür ähnelt. Er kann aus unterschiedlichen Ausbaumaterialien bestehen.

## Grundlagen
Der Türstock dient der Verwahrung von zwei oder drei Flächen in einer Strecke. Es gibt vier verschiedene Arten von Türstöcken: halbe Türstöcke, ganze Türstöcke, doppelte Türstöcke und gepfropfte Türstöcke. Beim halben Türstock werden die Stempel der Türstöcke in bestimmten Abständen voneinander gestellt und mit Kappen versehen. Da der halbe Türstock mit nur einem Stempel erstellt wird, wird der Stempel an dem Streckenstoß aufgestellt, der die schlechtere Festigkeit hat. Das andere Ende der Kappe wird in den gegenüberliegenden Stoß eingebühnt. Im Bereich des Hangenden werden über die Kappen und im Bereich des Liegenden hinter den Türstöcken sogenannte Schwartenpfähle eingetrieben. Beim ganzen Türstock wird ein Querholz (Kappe) von zwei Stempeln gestützt, die Türstöcke stehen in kurzen Abständen. Werden zwei ganze Türstöcke sehr dicht beieinander gestellt, so nennt man diese doppelte Türstöcke. Doppelte Türstöcke werden in Strecken und Stollen eingebracht, wenn beide Stöße wenig standfest sind. Der gepfropfte oder auch geschuhte Türstock wird bei weichem Liegenden verwendet. Dafür werden zur Vorbereitung in die Sohle Bühnlöcher gestemmt. Anschließend werden dann die Stempel in die Bühnlöcher gestellt und mit Pflöcken verkeilt. Außerdem werden gepfropfte Türstöcke bei sehr hohen Stollen eingebaut. Sie werden dann mit einer zusätzlichen Strebe versehen. Es gibt auch Türstöcke, die zur Unterstützung im Hangenden verankert sind. Bei dieser Art des Türstockausbaus spricht man von kombiniertem Anker-Türstockausbau. Türstöcke werden aus Holz oder Stahl und aus Kombinationen dieser beiden Werkstoffe erstellt. Damit Türstöcke gegen seitliche Verschiebungen gesichert sind, müssen sie mit Verbolzungen versehen werden. Der Mindestausbauwiderstand des Türstockausbaus lässt sich rechnerisch ermitteln, die Berechnungsgrundlagen sind in den Türstock-Richtlinien angegeben.

## Türstöcke aus Holz
Für die Erstellung von Türstöcken aus Holz gibt es unterschiedliche Bauformen: den Deutschen Türstock, den Polnischen oder Schlesischen Türstock sowie den Schwedischen Türstock.

### Herstellen der Türstöcke

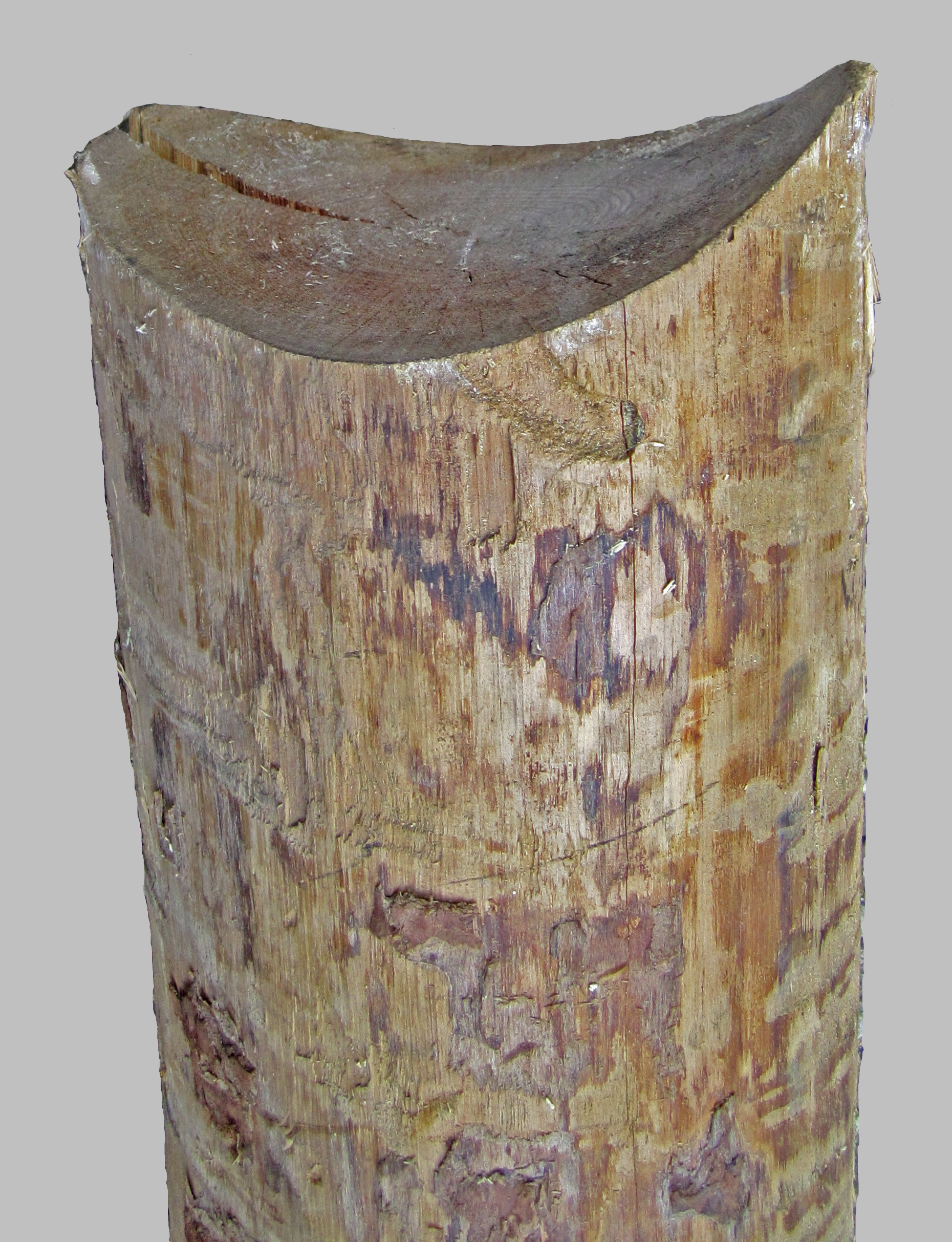
Gescharter Stempel

Je nach örtlichen Gegebenheiten werden die Hölzer für die Türstöcke entweder über Tage oder unter Tage zurechtgesägt. Die Vorbereitung der Hölzer wird über Tage getätigt, wenn das Gebirge am Einbauort so weich ist, dass es sich leicht entfernen lässt. Hierbei werden die Türstöcke auf ein einheitliches Maß vorgesägt und die Ecken entsprechend für den Einbau vorbereitet. Nachteilig ist hierbei, dass die Zimmerung oftmals sehr unregelmäßig ist. Bei festem Gebirge werden die Hölzer vor Ort geschnitten. Dies hat den Vorteil, dass die Hölzer individuell angepasst werden können und die Stempel und Kappen aller Türstöcke in einer Flucht liegen und auch an den Verbindungsstellen genau schließen. Die Zwischenräume zwischen den einzelnen Türstöcken werden mit Verzug gesichert. Ist die Sohle der Strecke besonders nachgiebig, setzt man die Stempel auf eine sogenannte Grundsohle. Diese Grundsohlen können bei allen Türstockarten verwendet werden. Grundsohlen werden aus langen Stämmen erstellt, die seitlich am Stoß der Länge nach verlegt werden. Damit sich die langen Hölzer nicht verschieben, werden zwischen den langen kurze Rundhölzer als Spreize quer eingebaut. Auf die langen Hölzer werden dann die Stempel gestellt. Damit die Stempel auch fest genug auf der Grundsohle sitzen, werden in den Hölzern der Grundsohle jeweils an den Stellen, an denen ein Stempel gestellt werden soll, Löcher ausgeschart. Es gibt auch die Möglichkeit, nur kurze quersitzende Hölzer als Grundsohle zu verwenden. Diese kurzen Hölzer werden zur Sicherung in kleine Bühnlöcher gelegt. Durch diese Grundsohle entsteht ein geschlossener Türstock. In vielen Fällen reicht es für die Erstellung der Grundsohle auch aus, anstelle der Rundhölzer Halbhölzer zu verwenden. Diese Halbhölzer kann sich der Bergmann selbst erstellen, indem er ein Rundholz der Länge nach durchsägt oder spaltet. Ob kurze oder lange Hölzer verwendet werden, hängt davon ab, in welchem Abstand die einzelnen Türstöcke voneinander gestellt werden. Bei kleinen Abständen werden eher lange Hölzer und bei größeren Abständen kurze Hölzer für die Grundsohle verwendet.

### Deutscher Türstock

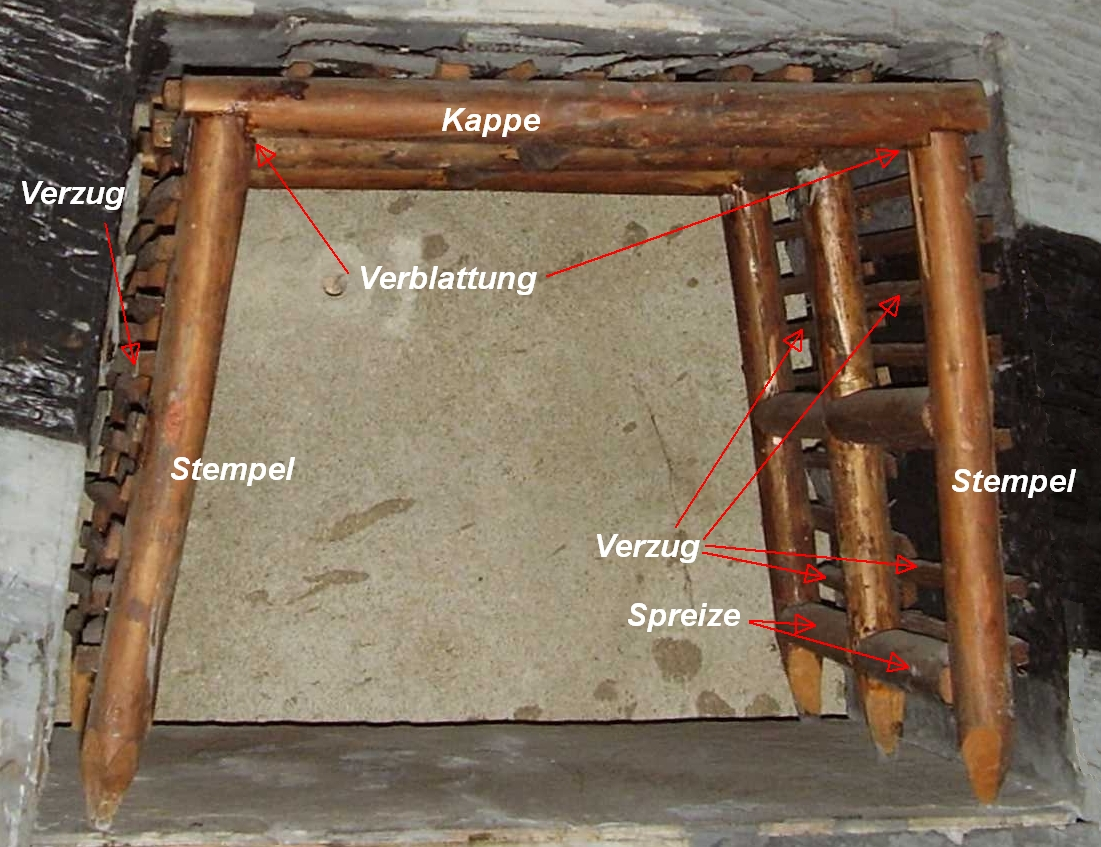
Deutscher Türstock

Beim deutschen Türstock werden die Kappen mit den Stempeln verblattet. Dabei wird unterschieden, ob Firstendruck oder Seitendruck vorherrscht. Durch die unterschiedliche Gestaltung der Verblattung wird der Türstock so ausgelegt, dass er entweder den First- oder den Seitendruck besser aufnehmen kann. Bei festem Hangenden wird die Kappe direkt unter die Firste verbaut, bei gebrächem Hangenden wird ein Schalholz zwischen Gestein und Kappe gelegt. Bei großer Höhe wird ein zusätzlicher Mittelstempel verwendet. Der deutsche Türstock wurde vor allem im Erzbergbau eingesetzt.

### Polnischer Türstock
Beim polnischen Türstock wird der Stempel am oberen Ende mit einer Vertiefung (Ausscharung) versehen, die Kappe wird nicht bearbeitet und in die Schar gelegt. Dadurch kann der polnische Türstock nur Firstdruck und keine seitlich einwirkenden Kräfte aufnehmen. Um den Stempeln eine bessere Standfestigkeit gegen seitliche Druckeinwirkungen zu geben, wird dicht unter der Kappe ein Holzpfahl, eine sogenannte Kopfspreize, eingeschlagen. Durch die Kopfspreize kann der polnische Türstock in geringem Umfang auch Seitenkräfte aufnehmen. Vorteil des polnischen Türstocks ist die einfache Bauweise, die auch von ungeübten Zimmerhauern hergestellt werden kann. Haupteinsatzgebiet des polnischen Türstocks war der Steinkohlebergbau.

### Schwedischer Türstock
Beim schwedischen Türstock werden Stempel und Kappe auf Gehrung geschnitten. Da die Schnitte auf den runden Hölzern nicht vorgezeichnet werden können, werden die Schnittrichtungen durch Abloten mit einem Winkelmaß ausgemessen. Anschließend wird durch Einstecken von mehreren Tscherpermessern die Schnittrichtung markiert und danach der Gehrungsschnitt getätigt. Der schwedische Türstock kann in gewissem Maße First- und Seitendruck aufnehmen, ist jedoch nicht so stabil wie der deutsche Türstock. Er wurde vor allem im schwedischen Erzbergbau eingesetzt.

## Türstöcke aus Stahl

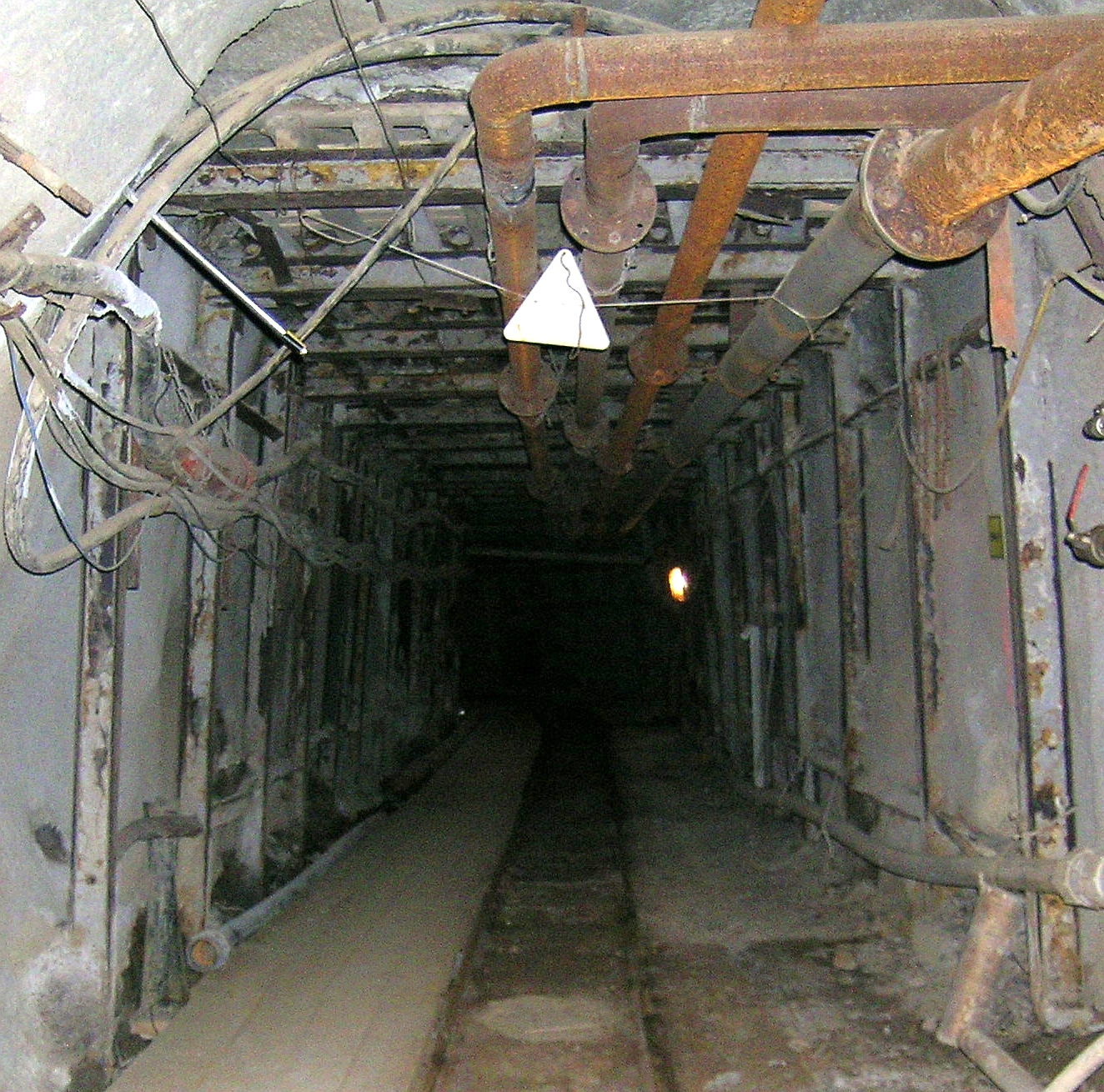
Stählerner Türstock

Bei der Erstellung können unterschiedliche Profilstähle verwendet werden. Die einfachste Art einen Türstock aus Stahl zu erstellen, ist die Nutzung von gebrauchten Eisenbahnschienen. Aufgrund des Profiles der Bahnschienen ist jedoch eine Verbindung von Stempel und Kappe nur schlecht möglich. Eine Möglichkeit der Verbindung ist die Verwendung von Winkellaschen. Hierfür müssen der Schienenkopf und der Schienenfuß entsprechend bearbeitet werden. Eine weitere Möglichkeit ist die Verwendung von U-Eisen oder Doppel T-Trägern. In Abbaustrecken können Türstöcke aus Stahl eingesetzt werden, wenn sie aufgrund der Konstruktion des Türstockes genügend nachgiebig sind. Als Stempel werden bei nachgiebigem Stahltürstöcken schwach gebogene Rinnenprofilstücke oder Stempel aus GI-Profilen verwendet. Die Nachgiebigkeit wird durch die Verbindung über speziell geformte Kappwinkel oder Kappschuhe erreicht.

## Gemischte Türstöcke
Gemischte Türstöcke bestehen aus Holzstempeln und Eisenkappen. Die Eisenkappen bestehen oftmals aus gebrauchten Eisenbahnschienen. Damit sich der Druck der Kappschiene bei dieser Bauweise gleichmäßig auf die Stempel verteilt, werden zwischen Kappschiene und Stempelkopf Unterlegscheiben aus Eisen gelegt. Diese Unterlegscheiben sind an der Innenseite des Stempels umgebogen. Wirkt auf den Stempel seitlicher Druck, so legt sich der Stempel gegen dieses umgebogene Eisenteil. Zur Unterstützung des Stempels werden im Bereich des Stempelfußes zusätzlich starke Eisenbolzen angebracht, die ein Umdrücken der Stempel verhindern. Holzstempel und Stahlschienen können nicht miteinander verblattet werden, deshalb benötigt man spezielle Verbindungselemente aus Stahl. Die Verbindungen zwischen Holzstempel und Stahlkappe sind bei gemischten Türstöcken in der Regel einfache Konstruktionen aus Winkeleisen oder gebogenem Flacheisen. Anstelle der abgelegten Bahnschienen werden seit der Mitte des 20. Jahrhunderts auch Stegprofile verwendet. Als Verbindung zwischen Holzstempel und Stahlkappe werden Holz-Stahl-Kappschuhe verwendet. Um eine gewisse Nachgiebigkeit beim gemischten Türstock zu erzielen, werden die Stempel am Fuß angeschärft.